# エイジャックス (戦列艦・3代)
|          | |
| 艦歴     | |
| 発注:    | 1807年7月1日 |
| 建造:    | ペリー造船所（ブラックウォール） |
| 進水:    | 1809年5月2日 |
| その後:  | 1864年解体 |
| 性能諸元 | |
| クラス:  | ヴァンジュール級戦列艦 |
| 全長:    | 砲列甲板：176ft（53.6m） 竜骨：145ft 1in（44.2m） |
| 全幅:    | 47ft 6in（14.5m） |
| 喫水:    | 21ft（6.4m） |
| 機関:    | 帆走（3本マストシップ） |
| 兵装:    | 74門： 上砲列：18ポンド（8kg）砲28門 下砲列：32ポンド（15kg）砲28門 後甲板：12ポンド（5kg）砲4門、 32ポンド（15kg）カロネード10門 艦首楼：12ポンド（5kg）砲2門、 32ポンド（15kg）カロネード2門 艦尾楼：18ポンド（8kg）カロネード6門 |

エイジャックス（HMS Ajax）は1809年5月2日にブラックウォールで進水したヴァンジュール級74門3等戦列艦。